# TBA21 Thyssen-Bornemisza Arte Contemporáneo
TBA21 Thyssen-Bornemisza Art Contemporary es una fundación de arte contemporáneo y acción pública fundada en 2002 por la filántropa Francesca Thyssen-Bornemisza. La fundación, con sede en Madrid, España, gestiona la Colección TBA21 y supervisa exposiciones, comisiones, residencias y programas públicos, con el objetivo de fomentar el diálogo entre el arte y temas sociales, medioambientales y políticos.
TBA21 colabora con el Museo Nacional Thyssen-Bornemisza mediante un acuerdo de colaboración centrado en la producción conjunta de exposiciones y programación pública. En 2023, esta colaboración dio lugar a Organismo, un programa de estudios independiente que aborda la intersección entre las artes y la transformación ecológica.
TBA21 también dirige Ocean Space en Venecia, Italia, y mantiene una alianza con la Alligator Head Foundation en Portland, Jamaica.
Entre 2002 y 2012, TBA21 operó su primer espacio expositivo en el Palacio Erdődy-Fürstenberg en Viena. Posteriormente, se trasladó al parque Augarten de Viena (2012–2017), donde organizó exposiciones temáticas bianuales.
Entre 2021 y 2024, TBA21 colaboró con la Junta de Andalucía para exhibir obras en el Centro de Creación Contemporánea de Andalucía (C3A) en Córdoba.

## Colección TBA21
La Colección TBA21 incluye más de 1000 obras de arte contemporáneo de artistas como John Akomfrah, Marina Abramović, Monica Bonvicini, Kutluğ Ataman, Candice Breitz, Olafur Eliasson, Joan Jonas, Pipilotti Rist, Simon Starling, Sanja Iveković, Wu Tsang, Ai Weiwei, entre otros.
La fundación comenzó a encargar nuevas obras en 2005, con primeros encargos de Christoph Schlingensief, Candice Breitz y otros.
Una obra destacada, Küba (2004) de Kutluğ Ataman, se exhibió a bordo de una barcaza, Negrelli, durante una gira por el Danubio en 2006. En 2020, la obra fue donada al Museo Nacional Centro de Arte Reina Sofía.

## TBA21–Academy
Fundada en 2011, TBA21–Academy funciona como el brazo de investigación de la fundación, con un enfoque en temas oceánicos y ecológicos a través de la colaboración transdisciplinar. TBA21–Academy  integra prácticas artísticas con investigación científica y orientada a políticas públicas.
En 2015, una expedición a las Islas Salomón dio lugar a la primera observación documentada de bioluminiscencia en tortugas carey,  en colaboración con el biólogo marino David Gruber, un hallazgo reconocido por National Geographic. 
El programa de becas The Current de la TBA21–Academy invita a artistas, curadores e investigadores a participar en una producción colaborativa de conocimiento a largo plazo. 
En 2019, se inauguró Ocean Space en la iglesia de San Lorenzo, Venecia, como un centro de defensa oceánica a través de las artes.  El espacio se inauguró con la exposición Moving Off the Land II de Joan Jonas, basada en su extensa investigación sobre la vida marina y los entornos acuáticos. 
Ese mismo año, la TBA21–Academy lanzó Ocean-Archive.org, una plataforma digital para proyectos artísticos e investigativos centrados en los océanos.

## Activismo e Iniciativas
TBA21 utiliza su estatus de observador en la Autoridad Internacional de los Fondos Marinos —obtenido en 2017— como plataforma para abogar contra la minería submarina y promover la inclusión de saberes indígenas e interdisciplinarios en la gobernanza oceánica.
En asociación con la Alligator Head Foundation, TBA21 apoya las residencias artísticas centradas en la investigación de los desafíos ecológicos. Uno de los resultados de estas residencias fue un parque de esculturas submarinas creado por la artista suiza Claudia Comte en el Santuario Marino de East Portland. 
Otros artistas que han participado en la residencia TBA21–Academy en Alligator Head Foundation incluyen a Joan Jonas, Susanne Winterling, Dark Morph (Carl Michael von Hausswolff y Jónsi) y Dineo Seshee Bopape.

## Premios y reconocimientos
- Premio FlashArt Italia (2025)[24]

- Premios ELLE Mujeres al Compromiso Social (2024) para la fundadora de TBA21, Francesca Thyssen-Bornemisza [25]
- Observatorio de la Cultura: TBA21 ocupó el 12.º lugar en el informe anual de La Fábrica, que reconoce proyectos culturales ejemplares en compromiso social y desarrollo sostenible, junto a instituciones como el Museo Nacional del Prado y la Fundación La Caixa.[26]

- Premio InspirAction WAS (2023). Francesca Thyssen-Bornemisza recibió el premio Women Action Sustainability en la categoría Cultura y Comunicación por promover la sostenibilidad y los derechos culturales a través de iniciativas de TBA21.[27]

- La Vanguardia – Mejor fundación española de arte contemporáneo (2023)[28]
- Exposición del Año de los Premios Apollo 2023: «En el Ojo de la Tormenta: Modernismo en Ucrania, 1900-1930», del 29 de noviembre de 2022 al 2 de mayo de 2023.[29]
- La iniciativa colaborativa “Alliances for a Bluer, Greener Caribbean (Ridge to Reef)”, en la que participan la Alligator Head Foundation (AHF), la Coconut Industry Board (CIB) y el Centro de Comercio Internacional (ITC), que promueve un sector cocotero sostenible en el Caribe, fue galardonada en la categoría de Medio Ambiente de los Premios a las Asociaciones de los Pequeños Estados Insulares en Desarrollo de las Naciones Unidas 2023.[30]